# Tsuyoshi Yoshitake
Tsuyoshi Yoshitake (Mie, 8 september 1981) is een Japans voetballer.

## Carrière
Tsuyoshi Yoshitake speelde tussen 2000 en 2012 voor Yokohama FC, Tokyo Verdy, Charleston Battery, Crystal Palace Baltimore, Austin Aztex en Tampa Bay Rowdies. Hij tekende in 2012 bij Yokohama FC Hong Kong.